# Galina Jermołajewa (wioślarka)
Galina Nikanorowna Jermołajewa, z domu Suslina (ros. Галина Никаноровна Ермолаева, z domu Суслина; ur. 21 października 1948 w Leningradzie) – radziecka wioślarka, srebrna medalistka olimpijska, dwukrotna mistrzyni świata, trzykrotna medalistka mistrzostw Europy.
W 1976 roku wystąpiła na igrzyskach olimpijskich w Montrealu, podczas których wzięła udział w jednej konkurencji – rywalizacji czwórek podwójnych ze sternikiem. Reprezentantki Związku Radzieckiego (w składzie: Anna Kondraszyna, Mira Briunina, Larisa Aleksandrova, Galina Jermołajewa oraz sterniczka Nadieżda Czernyszowa) zdobyły w tej konkurencji srebrny medal olimpijski, uzyskując w finale czas 3:32,49 i przegrywając jedynie z osadą z Niemieckiej Republiki Demokratycznej. W pierwszej rundzie uzyskały rezultat 3:11,74, dzięki czemu poprawiły ówczesny rekord olimpijski.
Zdobyła również złote medale w dwójkach podwójnych na mistrzostwach świata w Lucernie (1974) i mistrzostwach świata w Nottingham (1975).
Ponadto w tej samej konkurencji zdobyła złote medale na mistrzostwach Europy w Kopenhadze (1971) i mistrzostwach Europy w Brandenburgu (1972) oraz srebrny na mistrzostwach Europy w Tata (1970).
Siedmiokrotnie została mistrzynią ZSRR.
Za osiągnięcia sportowe wyróżniona została medalem „Za pracowniczą wybitność” oraz tytułem Zasłużonego Mistrza Sportu ZSRR.